# Cisse Sandra
Cisse Sandra, né le 16 décembre 2003 à Bellegem en Belgique, est un footballeur belge qui joue au poste de milieu offensif au Club Bruges KV.

## Biographie
Cisse Sandra est originaire de Bellegem, dans l'arrondissement de Courtrai en Flandre-Occidentale, fréquentant notamment l'école primaire de Sainte-Anne (nl), avec laquelle il prend déjà part à des tournois de football internationaux.

### En club
Ayant commencé le football au White Star de Lauwe, Sandra fréquente ensuite le centre de formation de Zulte Waregem avant d'arriver au Club Bruges en 2017.  Lors de la saison saison 2020-21, il fait ses premiers pas dans le professionnalisme avec l'équipe reserve qui évolue en D2 belge, devenant notamment le plus jeune buteur de l'histoire de la division à l'occasion d'un match contre le Lommel SK,.
Il fait ses débuts en Ligue des champions le 7 décembre 2021, titularisé pour le dernier match de poule chez le Paris Saint-Germain, où les Brugeois jouent encore leur qualification en Ligue Europa.

### En sélections nationales
Avec les moins de 17 ans, il inscrit un but lors d'un match amical face à Israël, en septembre 2019 (victoire 4-2).
Avec les moins de 19 ans, il se met en évidence en novembre 2021, en étant l'auteur d'un triplé contre le Luxembourg. Officiant comme capitaine lors de cette rencontre, il délivre également une passe décisive (large victoire 5-1).

## Palmarès

### En club
|  |  | Club Bruges KV - Supercoupe de Belgique (2) : - Vainqueur : 2021 et 2025. |